# 妙龍寺 (岡山市)
妙龍寺（みょうりゅうじ）は、岡山県岡山市中区竹田にある日蓮宗の寺院。山号は華用山。旧本山は市内の仏住山蓮昌寺。

## 歴史
慶長年間（1596年－1615年）武田秀行（武田信玄の弟、武田秀義の子孫という。）の娘（華用院妙龍日瑞尼）が早世した。その菩提を弔うために建立された。山号、寺号はその戒名に由来する。その後永禄年間（1558年－1570年）建立の岳光寺を合併し、慶応年間（1865年 - 1868年）瀬戸町から本堂、庫裡が移築された。昭和20年（1945年）の6月29日の岡山大空襲では付近にも焼夷弾が落ちたというが無事であった。

## 関連資料
- 日蓮宗新聞 2014年11月1日付